# 斯林厄蘭茲 (紐約州)
斯林厄蘭茲（英語：Slingerlands）是位於美國紐約州奧爾巴尼縣的非建制地區。

## 歷史
斯林厄蘭茲的郵局自1873年營運至今。

## 地理
斯林厄蘭茲所處的海拔為高於海平面64米（即210英呎），而該地所採用的時區為UTC-5，即北美东部时区（EST）。同時該地設有夏令時間，為UTC-5調快一小時，即UTC-4（EDT）。